# Частота зрізу

Приклад АЧХ фільтра Баттерворта 1-го порядку з позначеною частотою зрізу −3 дБ.

Верхня і нижня частоти зрізу деякого смугового фільтра.

Частота́ зрізу (частота відсічки) {\displaystyle f_{c}} — частота, вище чи нижче якої потужність вихідного сигналу деякого лінійного частотно-залежного об'єкта, наприклад, електронної схеми зменшується вдвічі від потужності в смузі пропускання при подачі на вхід незмінного по амплітуді сигналу. При цьому амплітуда сигналу на частоті зрізу рівна {\displaystyle {\frac {1}{\sqrt {2}}}\approx 0,707} від амплітуди сигналу в смузі пропускання.
Амплітудно-частотна характеристика на частоті зрізу має спад до рівня {\displaystyle -\log _{10}2} (приблизно −3 дБ) відносно рівня в смузі пропускання.